# Ada Wong
Ada Wong (エイダ・ウォン Eida Won?) es un personaje ficticio de la franquicia de terror Resident Evil de Capcom. Es una figura antiheroína misteriosa y ambigua, que trabaja para los villanos de la serie, pero también rescata constantemente al protagonista Leon S. Kennedy de situaciones peligrosas. Wong fue presentada como personaje secundario en el videojuego Resident Evil 2 de 1998, Ada (/ ˈeˈdɪ /) apareció más tarde como personaje jugador o en papeles secundarios en los videojuegos Resident Evil 4, Resident Evil: The Umbrella Chronicles, Resident Evil: The Darkside Chronicles, Resident Evil: Operation Raccoon City y Resident Evil 6, así como en la película animada Resident Evil: Damnation. La versión de Ada Wong para películas de acción real apareció en Resident Evil: Retribution, interpretada por Li Bingbing. Ada Wong ha sido bien recibida y se convirtió en uno de los personajes más populares de la serie.

## Apariciones

### Videojuegos
Una mujer estadounidense de ascendencia asiática, Ada Wong se menciona por primera vez en Resident Evil (1996) ambientado en el año 1998. Una carta escrita por el investigador moribundo de la Corporación Umbrella, John Clemens, estaba dirigida a una mujer llamada Ada. Hubo una investigadora de Umbrella llamada Linda durante las primeras etapas de desarrollo de la secuela (una versión conocida popularmente como Resident Evil 1.5 ). El personaje finalmente recibió el nombre completo Ada Wong para proporcionar una conexión con el primer juego. John se infectó con el mortal virus T durante un brote en las instalaciones del Laboratorio Arklay; él le pide a Ada (quien lo había manipulado para robar los secretos de Umbrella para una compañía rival) que destruya la Mansión Spencer (escenario del primer juego) y que revele el incidente al público.
Ada Wong hace su primera aparición en pantalla en Resident Evil 2 (1998), ambientada dos meses después de los eventos del primer juego. En el juego, ella es una espía de una compañía rival anónima que es enviada a recuperar una muestra del mortal G-virus del laboratorio de Umbrella en Raccoon City infestada de zombis. Ada Wong se hace pasar por un transeúnte que está buscando a su novio desaparecido John cuando conoce a Leon S. Kennedy, un oficial de policía novato atrapado en la ciudad. Su agenda secreta está expuesta y (dependiendo del escenario que se juegue, aunque el segundo resultado es el canónico) termina siendo gravemente herida por Annette Birkin o el monstruo Tyrant T-103 en un intento por salvar a Leon. Más tarde le deja caer un lanzacohetes para derrotar al T-103. Un epílogo en Resident Evil 3: Nemesis, así como un documental ficticio en Code: Veronica confirman que Ada sobrevivió a la terrible experiencia. Su papel en Resident Evil 2 se explora con más detalle en Resident Evil: The Umbrella Chronicles (2007) y Resident Evil: The Darkside Chronicles (2009). The Umbrella Chronicles muestra el escape de Ada Wong de Raccoon City, mientras lucha por salir y se aferra a un helicóptero de Umbrella que pasa por encima. Ada Wong aparece como enemiga en otro juego derivado de Resident Evil 2, el no canónico Resident Evil: Operation Raccoon City (2012), en el que también es un personaje jugable en su modo multijugador "Heroes". Regresa en el remake de Resident Evil 2 del mismo nombre (2019).
Su próximo papel es en Resident Evil 4 (2005), ambientado en el año 2004. Ada Wong ayuda a Leon en su misión de rescatar a la hija del presidente de Estados Unidos, Ashley Graham, del siniestro culto Los Iluminados que tiene su sede en una zona remota de España. Sin embargo, su verdadero objetivo es obtener una muestra de la especie dominante del parásito Plaga desarrollada por el culto. Ella informa al villano Albert Wesker, que ahora ocupa un alto cargo dentro de la empresa rival. Ada Wong es enviada para esta misión junto a Jack Krauser, quien desconfía de ella y cree que es una amenaza para Wesker. Ella solicita la ayuda del investigador Luis Sera, quien logra robar una muestra, pero luego es asesinado por el líder del culto, Osmund Saddler. Ada Wong es capturada brevemente y planea ser sacrificada, pero logra escapar. Después de conocer a Leon, ella lo salva de Krauser, a quien Wesker le ordenó eliminar a Leon. Ada Wong destruye el acorazado del culto y el Krauser mutado de Plagas y ayuda a Leon de varias formas. Finalmente, Saddler la toma como rehén, quien la usa como cebo para atrapar a Leon. Leon, sin embargo, puede liberarla, y Ada le proporciona un lanzacohetes especial para destruir a un Saddler mutado antes de escapar con una muestra en helicóptero. Ada Wong aparece en el subescenario del juego "Asignación: Ada", así como en el modo "Mercenarios". En los ports de PlayStation 2, PC, Xbox 360, PlayStation 3 y Wii de Resident Evil 4, se incluyó un nuevo escenario protagonizado por Ada. Titulado Separate Ways, describe los eventos del juego principal desde su perspectiva. El documental de ficción "Ada's Report" describe su participación con otros personajes de la historia. En su informe, se revela que trabaja para una organización diferente a la de Wesker, enviándole una cepa inferior y robando la muestra del parásito para ella.
Ada Wong es un personaje jugable en Resident Evil 6 (2012) ambientado en 2012 - 2013, donde es "una espía solitaria que trabaja en secreto". Su campaña, diseñada para traer la respuesta a algunos de los misterios del juego, estará disponible después de que el jugador termine las historias de los personajes principales Chris Redfield, Leon Kennedy y Jake Muller. Durante el transcurso del juego, se revela que Ada Wong es una ex asociada del asesor de seguridad nacional, Derek C. Simmons, quien se obsesiona peligrosamente con ella. Aunque originalmente trabajó en su propia agenda, se ve atrapada en los eventos del juego y se ve obligada a ayudar a Leon en su misión de detener los planes de Simmons. Inicialmente solo para un jugador, la campaña de Ada presenta la jugabilidad orientada a la acción de Resident Evil 4 y Resident Evil 5, combinada con elementos de sigilo y acertijos similares a los juegos anteriores de la serie. Ada está armada principalmente con una ballesta, usa una pistola de agarre y es ayudada por (o "usando") Leon y su nueva compañera Helena Harper. La campaña incorpora batallas de jefes contra la hermana infectada por el virus C de Helena, Deborah y los Simmons mutados de la campaña de Leon, así como una pelea de jefes exclusiva de Ada. El compañero de Ada Wong en Resident Evil 6 es un "agente" misterioso que no aparece en ninguna de las escenas cinematográficas, ya que se agregó después del lanzamiento a través de un parche para ser un socio multijugador en línea opcional durante su campaña. Además, tanto Carla-Ada como la Ada Wong real son personajes desbloqueables para el modo "Mercenarios" del juego.
Se suman Carla Radames, una investigadora que se convirtió en un clon de Ada y fue creada por Simmons con el virus C. Carla, quien cree que en realidad es Ada Wong, es la villana principal del juego, liderando las fuerzas de Neo-Umbrella responsables de desencadenar brotes de virus C y luchar contra las fuerzas de la Alianza de Evaluación de Seguridad Bioterrorista (BSAA) lideradas por el Capitán Chris Redfield. Aparece por primera vez en la República de Edonia en Europa del Este y luego en la ciudad de Lanshiang, China. Después de conocer la verdad sobre sí misma, Carla se vuelve loca y decide infectar al mundo entero. Ella finalmente logra infectar a Simmons, pero es asesinada por uno de sus hombres. Ada Wong se ve obligada a luchar contra Carla, que se inyecta una dosis masiva del virus C. Después de destruir a Carla resucitada y mutada, y separarse de Leon, la verdadera Ada Wong destruye la "mayor creación" de Carla antes de que pudiera salir del cascarón. Luego, Ada Wong recibe una llamada telefónica de su organización sobre un nuevo trabajo, que acepta.
Se suponía que Ada Wong aparecería en Resident Evil Village para investigar la aldea y ayudar a Ethan Winters a escapar del juicio de la Madre Miranda, pero fue cancelada debido a "una serie de escenarios conflictivos".

### Películas

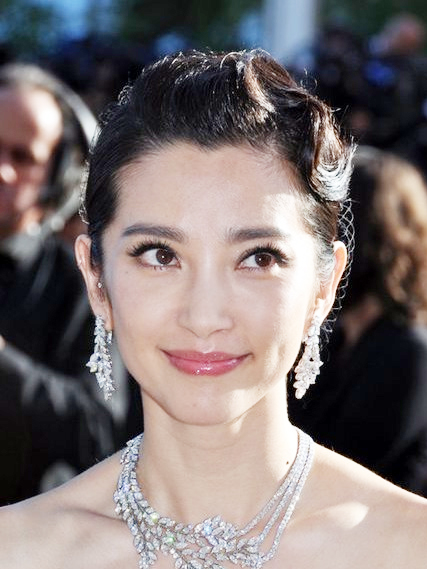
Li Bingbing interpretó a Ada Wong en Resident Evil: Retribution (2012)

En la película de acción real Resident Evil: Retribution (2012), Ada Wong es mantenida cautiva por Jill Valentine controlada por Umbrella, y lucha contra Jill y Bad Rain, junto con Alice. A pesar de su participación romántica en la serie de videojuegos, Li describió la relación de Ada y Leon Kennedy en la película como "sutil". En Retribution, Ada es una socia de Wesker y había desertado con él de Umbrella para salvar los restos de la humanidad, mientras que Leon es uno de sus mercenarios. Los tres sobreviven a los eventos de la película. Se anunció su regreso en la sexta película, Resident Evil: The Final Chapter, pero finalmente no reapareció.
La serie de juegos de Ada Wong aparece en la segunda película de Resident Evil animada por computadora, Resident Evil: Damnation (2012) que se desarrolla en una zona de guerra de Europa del Este. Los avances de la película mostraban a Ada presentándose como una investigadora especial de la agencia de lucha contra el bioterrorismo de la ONU. Se revela que es una espía y, por tanto, la presidenta Svetlana Belikova de la ficticia República Eslava Oriental de la película la captura. Ada Wong logra escapar y se encuentra con Leon (quien al principio pelea brevemente con ella), luego sobrevive y huye. Se la ve por última vez hablando con una figura desconocida, ofreciéndole una muestra robada de las cepas Dominant Plaga a cambio de que se borre una orden de arresto que Belikova y la BSAA habían puesto en su contra.
En la película de reinicio Resident Evil: Bienvenido a Raccoon City (2021), Lily Gao interpretará a Ada Wong.

### Otras apariciones
Ada apareció en el manhua Shēnghuà Wēijī 2 de 1998-1999 ("Biohazard 2"). Una comedia romántica que vuelve a contar la historia de Resident Evil 2 centrada en Leon, Claire y Ada fue lanzada en el cómic taiwanés de dos números Èlíng Gǔbǎo II por Ching Win Publishing Co., Ltd. en 1999. Los guionistas de Capcom crearon dos dramas de radio Resident Evil 2 transmitidos en Radio Osaka a principios de 1999 y luego lanzados por la editorial Suleputer como dos CD separados con el título común Biohazard 2 Drama Album, incluye Ikiteita Onna Spy Ada (lit. "Ada, la espía, está viva"). Establecido unos días después de los eventos del juego, se trata de la misión de Ada Wong de recuperar el colgante de Sherry Birkin con la muestra del virus G del ejecutor de Umbrella HUNK. Ada intercepta la entrega del relicario en el pueblo de Loire en Francia, eliminando a HUNK y sus hombres. Ella sobrevive a una fuga accidental de virus T, escapa y se da cuenta de sus sentimientos por Leon, y decide dejar el negocio de los espías y volver con él. Canónicamente, la historia de los personajes continúa de manera diferente, ya que Ada Wong se queda con el colgante con el virus G y reanuda sus actividades como espía.
Dos figuras de acción de Ada se incluyeron en los conjuntos de figuras Resident Evil 2: Platinum Edition 2 de Toy Biz (1998) y Resident Evil 4: Series 1 de NECA (2005). Hot Toys lanzó una figura de acción a escala 1/6 del personaje en 2012. Varias estatuillas de Ada se lanzaron exclusivamente en Japón. La banda sonora origina Biohazard: The Umbrella Chronicles de Sony Music Entertainment presenta a Ada Wong en las portadas. En 2011, Ada Wong se agregó al juego Resident Evil de Bandai en la expansión Nightmare. Los artículos relacionados con Ada Wong se lanzaron con la reserva y las ediciones limitadas de Resident Evil 4. El personaje hizo su primera aparición como invitada en el juego social basado en navegador Onimusha Soul (2013), donde fue rediseñada para adaptarse a un tema de Japón feudal. Ada Wong también aparece como un personaje no jugable en el juego de rol táctico Project X Zone 2 . En Street Fighter V, Kolin puede vestirse con el traje de Ada Wong de Resident Evil 6 . El 1 de marzo de 2021, Ada Wong se agregó como personaje jugable en Teppen, antes de esto, ya aparecía en varias cartas dentro del juego, En 2022 Ada sería anunciada como nuevo personaje Jugable en el Videojuego Dead By Daylight junto con Rebecca Chambers y Albert Wesker.

## Diseño y representación
Cuando Resident Evil 2 todavía estaba en desarrollo, Ada era una investigadora vestida de bata blanca llamada Linda que ayudó al jugador durante todo el juego. El personaje fue cambiado para la versión final del juego. El guionista Sugimura fue el responsable de agregar el trabajo de Ada en el juego, mientras que el nombre Ada Wong fue concebido por Kadoi. El productor de Resident Evil 5, Jun Takeuchi, luego eligió la escena del beso de Ada y Leon en RE2 como su elemento favorito de la serie. En retrospectiva, Hideki Kamiya siente que Ada es un personaje manipulador, especialmente si está interactuando con Leon.
Sus disfraces incluyen un traje de minifalda casual rojo como se ve en Resident Evil 2, su ahora icónico vestido rojo y un traje de combate negro de Resident Evil 4, y un atuendo que consiste en una camisa roja con cuello levantado, pantalones de cuero negro y pantalones altos. botas de tacón de Resident Evil 6. La actriz de captura de movimiento de Ada en Resident Evil 6. Michelle Lee dijo que el proceso fue "definitivamente un desafío y con el increíble equipo fueron muy específicos sobre cómo se movía, sus características específicas e incluso cómo se quedó quieta". El director del remake, Kazunori Kadoi, dijo sobre el antiguo guardarropa de Ada: "Creo que deambular con ese vestido y seguir con tu trabajo de espía probablemente no se ve tan realista y creíble como queremos en este nuevo juego".
Ada tiene la voz en Sally Cahill en Resident Evil 2, Resident Evil 4 y Resident Evil: The Darkside Chronicles, de una actriz no identificada en Resident Evil: The Umbrella Chronicles y por Courtenay Taylor en Resident Evil: Operation Raccoon City, Resident Evil: Damnation y Resident Evil 6. Cahill describió al personaje como "una mujer fatal totalmente moderna, increíble que podía manejar las armas de manera asombrosa" y afirmó que le encantaba la "resistencia de Ada Wong, su fuerza para seguir siendo sexy y muy femenina". Taylor dijo: "Obviamente, quieren la voz con la que audicionaste, pero ver a Ada Wong me hizo dar sus características. Es una especie de gato, camina muy silenciosamente y se nota que es muy ágil. No hace ningún esfuerzo, así que fue genial".
En 2011, Li Bingbing fue elegida como la versión en serie de películas de acción en vivo de Resident Evil de Ada Wong, solo unos días después de su primera audición. No sabía nada sobre los juegos y los personajes, pero después de conocerlos, pensó que la personalidad de Ada Wong era "muy" como la suya. El productor de la película, Robert Kulzer, la describió como "un elenco perfecto" y dijo: "Además de ser una actriz extremadamente talentosa, es aguda, sexy e inteligente, todas cualidades que el personaje de Ada Wong tenía que tener". Durante el rodaje, Li usó una peluca de 7.500 dólares y "disfrutó" del entrenamiento con armas de fuego que recibió. Se quejó de que tenía frío en el revelador "qipao de Ada Wong con una hendidura alta que se agitaba cuando soplaba el viento", pero agregó: "Quería que la hendidura fuera tan alta después de ver las imágenes de Ada Wong del juego. No es que quisiera que fuera tan alto, pero ahí era donde la apertura sería más hermosa y genial". Aparentemente, debido a la disputa de las Islas Senkaku, Li no asistió al estreno de la película en Tokio y, según los informes, también solicitó que su imagen fuera eliminada de sus carteles promocionales en Japón. En la película, la voz de Ada Wong fue doblada por Sally Cahill en inglés y por Maya Okamoto en japonés.

## Recepción

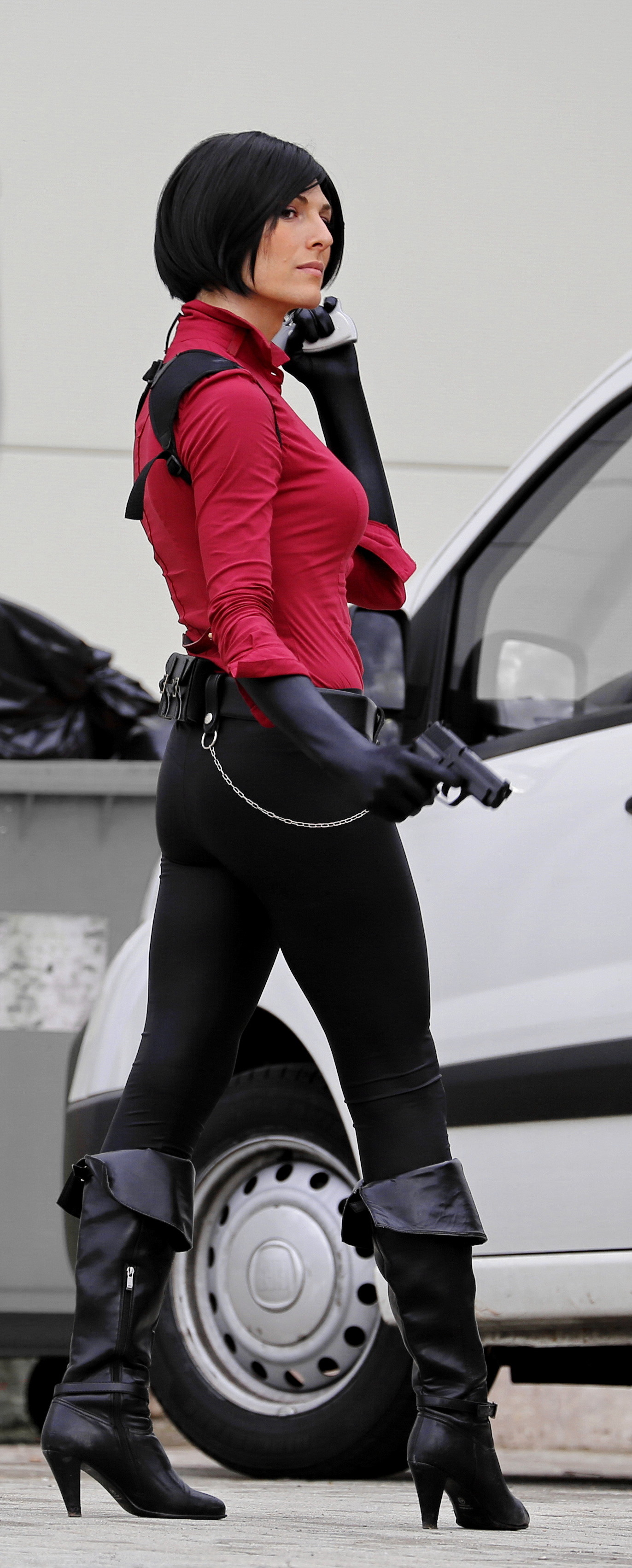
Un cosplayer de Ada Wong de Resident Evil 6.

El personaje fue bien recibido. En 2007, Ada Wong fue incluida entre los 50 mejores personajes femeninos en la historia de los videojuegos por Rob Wright de Tom's Games, quien sugirió que Kelly Hu la interpretara en la serie de acción en vivo Resident Evil. Ese mismo año, Ada Wong ocupó el segundo lugar en la lista de las mejores "chicas de videojuegos" de ActionTrip. GameDaily la presentó como su "bebé de la semana" en 2007 y la describió como una "sexy con armas" con capacidades para protagonizar su propio videojuego. IGN incluyó a Ada Wong en la lista de personajes que les gustaría ver regresar para Resident Evil 6. El productor de Retribution Jeremy Bolt dijo que los fanáticos estaban "muy, muy contentos con todas nuestras elecciones [en la película], particularmente Li Bingbing, quien interpreta a Ada Wong. Nos visitaron en el set la semana pasada y quedaron realmente impresionados con ella". Según Li Bingbing en 2012, el personaje tiene "una gran base de fanes" en China. En 2016, The Guardian incluyó a Ada entre la lista de "30 personajes femeninos realmente interesantes". En 2017, Jessica Famularo la clasificó como el tercer mejor personaje de la serie: "Su complicada historia es una de las más atractivas de la serie, y su ambigüedad moral nos mantiene adivinando. Ella también entra en batalla con una gracia incomparable, y patea traseros mientras lo hace". Retrospectivamente, Famitsū la incluyó entre los mejores personajes de videojuegos japoneses de la década de 1990.
Lara Crigger de The Escapist descubrió que Ada Wong no solo es "el arquetipo de la mujer fatal al que se le ha dado una forma pixelada", sino también "un modelo fuerte y feminista" que es "hermoso y sexual" a la luz de las filosofías existencialistas de Simone de Beauvoir. De acuerdo con Nadine Farghaly de la Universidad de Salzburgo, a diferencia de los personajes habitualmente "objetos sin sexo", tales como propia Claire Redfield y la serie Resident Evil Rebecca Chambers, o Silent Hill. Heather, Ada es en su opinión, una forma positiva de un personaje de género fluido, "Ella tiene atributos típicamente asociados con los hombres, como la fuerza física y la inteligencia, y rasgos típicamente asociados con las mujeres, como la belleza y el aplomo". Sin embargo, el editor de Play, Gavin Mackenzie, criticó su personalidad percibida como "perra" en Resident Evil 4 en retrospectiva de los eventos de Resident Evil 2 . Complex clasificó a Ada en el puesto 19 en la lista de 2011 de las "villanas más diabólicas de los videojuegos", destacando sus "cualidades de dama dragón". En 2013, Liz Lanier de Game Informer incluyó a Ada entre las diez mejores villanas femeninas en los videojuegos, afirmando que "ya sea que quieras llamarla mala o simplemente antihéroe, está claro que su enemigo es quien se interponga en su camino; si resulta ser un antiguo aliado, que así sea". También fue incluida en la lista de 2014 de las diez mejores villanas femeninas "más calientes" en los juegos por Travis Huber de Cheat Code Central. Ryan Bates de Game Revolution la clasificó como la 16 en su lista de 2014 de las mejores "chicas malas en los videojuegos" y escribió que "la parte más aterradora de esta incondicional de Resident Evil es que los jugadores nunca saben si está trabajando para Umbrella Corporation, para Wesker, por otra persona o por sus propios motivos. Ada demuestra que una persona, hombre o mujer, sin lealtades es una persona de la que hay que desconfiar"  ZoominGames la colocó en el primer lugar de su lista de mujeres fatales en los videojuegos de 2014.
Los medios de comunicación de todo el mundo han descrito a Ada Wong como uno de los personajes femeninos asiáticos y generales más sexys de todos los videojuegos. En 2008, UGO clasificó a Ada Wong como la cuarta "hottie de los videojuegos", describiéndola como "increíblemente hermosa" y afirmando que anticipan lo que la serie tiene reservado para ella en el futuro. En 2010, The Times of India la incluyó entre las nueve "chicas más sexys" de los juegos de acción y Sarah Warn de AfterEllen la clasificó como el undécimo personaje femenino más sexy de los videojuegos. En 2011, Complex la clasificó como la chica de la línea lateral número 24 con mejor apariencia en los juegos, comentando el parecido de Ada Wong con Nikita de La Femme Nikita. En 2012, Larry Hester de Complex la clasificó como el octavo mejor personaje asiático en videojuegos, afirmando que es una "chica mala mató zombis como cucarachas con la sofisticación de un pistolero bailarín de ballet", mientras que Larry Hester de la misma la revista la colocó en el puesto 28 en su lista de las mujeres "más calientes" en los videojuegos, describiéndola como "consagrada en el canon de fanboy para siempre". Al clasificarla como la decimocuarta mujer más sexy en entretenimiento digital en 2012, IGN España señaló cómo había sido "una leyenda" entre los jugadores durante muchos años. En 2013, ZoominGames clasificó a Ada Wong como la número uno de las principales mujeres asiáticas en videojuegos por su aura de misterio y la combinación de "fresco con sexy", mientras que Scarlet Clearwater de Soletron la clasificó como el octavo personaje femenino más sexy de videojuegos. En 2014, fue clasificada como la séptima chica de videojuegos con mejor apariencia por el Brazilian GameHall y David Arráez del periódico español La Nueva España la incluyó entre los diez personajes de videojuegos más sexys de ambos géneros, eligiéndola sobre Jill debido a su "belleza oriental". En 2015, la televisión indonesia la clasificó como la tercera mujer oriental más sexy en los juegos mientras que MTV UK la incluyó entre los "personajes de videojuegos más sexys de todos los tiempos".
En 2011, "una relación muy disfuncional" entre Ada y Leon fue clasificada como el noveno romance de videojuegos por James Hawkins de Joystick Division. También han sido incluidos entre las diez mejores parejas de videojuegos por otros, incluida Sina Corp en 2011, y The Mirror en 2016.
Matt Cundy, de GamesRadar+, encontró que el traje icónico de Ada Wong de Resident Evil 4 no era adecuado para el tema del juego, calificando su apariencia de "prostituta de Shanghái fuera de nuestro rango de precios" como la más impráctica de todos los atuendos principales de las estrellas de la serie y comentando que cualquiera que se vista como ella para luchar contra los zombis "tendría que ser certificadamente mental". Contrariamente a su opinión, algunos críticos de cine expresaron una opinión positiva sobre la practicidad del vestido de y Lisa Foiles de The Escapist incluyó a Ada Wong (así como a Jill y Sheva) entre sus cinco ejemplos de prácticos peinados femeninos en videojuegos. Chris Warrington de PlayStation Official Magazine incluyó a Ada con su característico vestido rojo en la lista de 2012 de los ocho personajes de PlayStation mejor vestidos, llamándola "la portadora del mejor vestido de PlayStation". En 2014, Daniel Żelazny de la revista polaca PSX Extreme lo clasificó como el séptimo mejor atuendo femenino en juegos, mientras que Julia Cook de Paste eligió a Ada como "la dama mejor vestida" en juegos y la llamó "posiblemente el personaje más sexy de Juegos de vídeo".